# Bella Union
Bella Union — британський незалежний лейбл, заснований у 1997 році Саймоном Реймондом і Робіном Ґатрі з гурту Cocteau Twins. Зараз лейблом керує виключно Реймонд.

## Історія
Після випуску записів з 4AD протягом більшої частини своєї кар'єри, Cocteau Twins вирішили заснувати лейбл Bella Union у 1997 році, на якому вони могли б випускати як власні роботи, так і будь-які спільні проєкти. Гурт мав складні стосунки із засновником 4AD Іво Воттс-Расселом, а також пошкодував про підписання контракту з лейблом Mercury Records, що належав Universal Music Group.
Невдовзі гурт розпався, але замість того, щоб дозволити новоствореному лейблу також розпастися, Робін Ґатрі, Саймон Реймонд та їхній колишній менеджер Фіона Глін-Джонс вирішили взяти на себе відповідальність за нього. Одним з перших гуртів, який підписався на лейбл, стало австралійське тріо Dirty Three, яке продовжує випускати свої альбоми на Bella Union. Серед інших перших підписантів — Франсуаз Брет і The Czars, які стали першою американською групою, підписаною на лейблі.
З 2000 року, коли Ґатрі переїхав до Франції, щоб зосередитися на власній музиці, Реймонд взяв на себе керівництво Bella Union.
У 2007 році на святкуванні 10-ї річниці, Bella Union влаштували дводенний концерт у лондонському Royal Festival Hall за участю таких виконавців, як Beach House і Midlake, а також Пола Веллера та членів гурту Editors. Того ж року дебютний альбом Фіона Рігана був номінований на премію Mercury Prize.
У 2007 році лейбл зазнав фінансових труднощів, і Реймонд подумував про його закриття. Перебуваючи в Осло, Реймонд отримав посилання на сторінку Fleet Foxes на Myspace, які на той час випустили лише демо-версію «White Winter Hymnal». Він одразу ж виявив зацікавленість, і йому довелося «відбиватися» від Sub Pop, щоб укласти з групою європейський дистриб'юторський контракт, який врешті-решт було укладено. Однойменний дебютник Fleet Foxes 2008 року став першим платиновим альбомом Bella Union у Великій Британії.
Згодом лейбл випустив музику Father John Misty, Beach House, Department of Eagles, Karl Blau, Explosions in the Sky, Fleet Foxes, The Acorn, Mercury Rev, Пітера Бродеріка, PINS, M. Ward, Філіпа Селвея, Джона Ґранта, Lawrence Arabia, The Low Anthem, Ханни Коен, Лори Вірс, The Flaming Lips, Lanterns on the Lake, Inventions, Джона Тавенера, Марісси Надлер, Arc Iris, Clarence Clarity та Jambinai.
Лейбл отримав нагороду Незалежна звукозаписна компанія року на церемонії Music Week Awards за результатами голосування британських незалежних рітейлерів у 2010, 2012, 2014 і 2016 роках.
У 2012 році на 15-ту річницю лейбл взяв на себе кураторство одного дня на фестивалі End of the Road.
У 2014 році підписант Джон Ґрант був номінований на Brit Awards. У 2015 році Реймонд підписав контракт зі співачкою з Йоркширу Голлі Макве, випустивши сингл «Corner of my Mind». У 2016 році артист Father John Misty також був номінований на премію BRIT Award. У 2016 році, після аншлагового концерту в Королівському Альберт-голі, Джон Ґрант отримав Срібний диск за альбом Pale Green Ghosts.
Релізи лейблу розповсюджуються повністю незалежними дистриб'юторами PIAS по всьому світу.